# Pteropus subniger
Pteropus subniger é uma espécie extinta de morcego da família Pteropodidae. Era endêmico das ilhas Reunião e Maurício. De hábitos noturnos, alimentava-se principalmente de frutas.